# Eddie Sachs
Pour les articles homonymes, voir Sachs.
Edward Julius « Eddie » Sachs, dit Le Prince des Clowns (en course automobile), né le 28 mai 1927 à Allentown (Pennsylvanie) et décédé le 30 mai 1964 à Indianapolis (Indiana), était un pilote automobile américain, décédé en course lors des 500 miles d'Indianapolis.

## Biographie
Il a disputé 65 courses de ChampCar, lors des championnats compris entre 1953 et 1964 (AAA jusqu'en 1955, puis USAC), uniquement sur Offy, mais avec pour équipes successives Schroeder, Kurtis Kraft, Kuzma, et enfin Ewing. 
Il disputa également de nombreuses courses de Sprint Car, et notamment le championnat midwest de l'USAC en 1958.
Pilote populaire, il répétait parfois: Si vous ne pouvez gagner, soyez spectaculaires.
Lors de l'Indy 500 en 1964, le rookie sur 500 miles Dave MacDonald perdit le contrôle de son instable Sears-Allstate spécial dès le second tour. Percutant le mur interne, il déclencha un gigantesque incendie en retraversant la piste. Sachs et MacDonald y laissèrent la vie, alors que plusieurs autres pilotes furent plus ou moins gravement brûlés (Duman, Johnny Rutherford, Bobby Unser..). La cause exacte du décès de Sachs à son volant n'a pu être établie (asphyxie, ou brûlures, ou blessures, voire la somme).
L'accident -vu à travers le monde entier- entraîna pour la première fois de son histoire l'arrêt de la course à cause d'un accident collectif. En partie pour répondre à la pression médiatique, l'USAC requis que les voitures emportent désormais moins de carburant, et rendit obligatoire un minimum de deux arrêts aux stands. De plus toutes les courses de 1965 ont été exécutées avec du méthanol ou de l'éthanol comme carburant de base, et non plus de l'essence.
(sous le nom d'Eddie Sachs, Jr., Eddie Sachs III est devenu occasionnellement pilote lors de courses dirt track (Terre) dans le midwest, et ultérieurement en série USAC Silver Crown)

## Classement
- Vice-champion USAC National race car Championship (en) en 1961;

## Résultats à l'Indy 500
- 2 pole positions, en 1960 et 1961, avec le team Ewing (épreuves antérieures avec Kuzma);
- 2e en 1961 (en tête jusqu'à trois tours de l'arrivée, son pneu arrière se déchiqueta, laissant filer A. J. Foyt vers sa première victoire - Mieux valait finir second que mort), et 3e en 1962;
- 8 participations, entre 1953 et 1964.

(nb: la pole de 1960 est également comptabilisée en Championnat du monde de Formule 1)

## Principales victoires en championnats AAA (0), puis USAC
(8 victoires racing cars entre 1956 et 1961, et 25 "top 5" en 65 courses ainsi que 4 poles)
- 1956: Atlanta 100 (Lakewood);
- 1958: Langhorne 100 et Hoosier Hundred (ISF);
- 1959: Syracuse 100 et Trenton 100 race 2;
- 1960: Trenton 100 race 2;
- 1961: Trenton 100 race 1 et 2.

## Distinction
- National Sprint Car Hall of Fame, en 1999.